# Azad University Giant Team
Das Azad University Giant Team ist ein ehemaliges iranisches Radsportteam mit Sitz in Teheran, Islamische Azad-Universität.
Die Mannschaft wurde 2007 gegründet und besaß eine UCI-Lizenz als Continental Team. Sie nahm hauptsächlich an Rennen der UCI Asia Tour teil. Manager war zuletzt Gholam Hossein Kohi. Zur Saison 2014 wurde die Mannschaft nicht mehr bei der UCI lizenziert.

## Saison 2013

### Erfolge in der UCI Asia Tour
In der Saison 2013 gelangen dem Team nachstehende Erfolge in der UCI Asia Tour.
| Datum    | Rennen                                     | Kat. | Sieger                    |
| -------- | ------------------------------------------ | ---- | ------------------------- |
| 22. Juni | Iranische Meisterschaft – Einzelzeitfahren | CN   | Behnam Khalilikhosroshahi |

### Zugänge – Abgänge
| Zugänge                       | Team 2012                 | Abgänge                                       | Team 2013                |
| ----------------------------- | ------------------------- | --------------------------------------------- | ------------------------ |
| Amir Zargari                  | AG2R La Mondiale          | Alireza Haghi                                 | Ayandeh Continental Team |
| Ali Khademi                   | MES Kerman                | Félix Vidal Celis                             | RTS-Santic Racing Team   |
| Hamed Jannat                  | Tabriz Petrochemical Team | Vahid Ghaffari                                | RTS-Santic Racing Team   |
| Behnam Khalilikhosroshahi     | Tabriz Petrochemical Team | Yong Li Ng                                    | RTS-Santic Racing Team   |
| Ramin Maleki                  | Tabriz Petrochemical Team | Miguel Niño                                   | RTS-Santic Racing Team   |
| Ali Asgari                    | Neoprofi                  | Víctor Niño                                   | RTS-Santic Racing Team   |
| Mohamad Daneshvar             | Neoprofi                  | Óscar Pujol                                   | RTS-Santic Racing Team   |
| Ehsan Khademi                 | Neoprofi                  | Fredy González                                | Movistar Team América    |
| Mohammad Reza Saeidi Tanha    | Neoprofi                  | Alireza Ahmadi                                | Unbekannt                |
| Mohamad Dabiri (ab 27. Sept.) | Neoprofi                  | Ali Heydari                                   | Unbekannt                |
|                               |                           | Olamaei Mahdi                                 | Unbekannt                |
|                               |                           | Mohsen Zargari                                | Unbekannt                |
|                               |                           | Ali Khademi (bis 5. Juni)                     | Ayandeh Continental Team |
|                               |                           | Ramin Maleki (bis 5. Juni)                    | Ayandeh Continental Team |
|                               |                           | Arvin Moazzemi (bis 5. Juni)                  | Ayandeh Continental Team |
|                               |                           | Amir Zargari (bis 24. Juni)                   | RTS-Santic Racing Team   |
|                               |                           | Behnam Khalilikhosroshahi (bis 26. September) | Ayandeh Continental Team |

### Mannschaft
| Name                       | Geburtstag       | Nationalität | Team 2014                |
| -------------------------- | ---------------- | ------------ | ------------------------ |
| Ali Asgari                 | 5. April 1993    | Iran         |                          |
| Mohamad Dabiri             | 4. Februar 1987  | Iran         |                          |
| Mohamad Daneshvar          | 8. April 1993    | Iran         |                          |
| Hamed Jannat               | 11. Februar 1989 | Iran         | Tabriz Shahrdari Ranking |
| Ehsan Khademi              | 8. Juni 1992     | Iran         |                          |
| Abbas Saeidi Tanha         | 5. Januar 1981   | Iran         |                          |
| Mohammad Reza Saeidi Tanha | 15. Juni 1989    | Iran         |                          |
| Farshad Salehian           | 9. Mai 1987      | Iran         |                          |

## Platzierungen in UCI-Ranglisten
UCI America Tour
| Saison    | Mannschaftswertung | Fahrerwertung     |
| --------- | ------------------ | ----------------- |
| 2009-2011 | -                  | -                 |
| 2012      | 24.                | Víctor Niño (52.) |
| 2013      | -                  | -                 |

UCI Asia Tour
| Saison | Mannschaftswertung | Fahrerwertung      |
| ------ | ------------------ | ------------------ |
| 2007   | 5.                 | Mahdi Sohrabi (5.) |
| 2008   | 17.                |                    |
| 2009   | 3.                 | Amir Zargari (11.) |
| 2010   | 2.                 | Amir Zargari (6.)  |
| 2011   | 2.                 | Amir Zargari (3.)  |
| 2012   | 11.                | Víctor Niño (29.)  |
| 2013   | -                  | -                  |

UCI Europe Tour
| Saison    | Mannschaftswertung | Fahrerwertung       |
| --------- | ------------------ | ------------------- |
| 2009      | 112.               | Eugen Wacker (606.) |
| 2010-2013 | -                  | -                   |